# Робінью
Робсон де Соуза (порт. Robson de Souza, відоміший як Робінью (порт. Robinho), нар. 25 січня 1984, Сан-Вісенті) — бразильський футболіст, лівий вінгер. Виступав за національну збірну Бразилії.

## Біографія
Робіньо грав у дитинстві в міні-футбольній команді «Портуаріос», забиваючи за сезон понад 70 м'ячів. Але з 1996 року він перейшов в «Сантус». Тоді сам Пеле відгукувався про Робіньо, як про «особливого гравця». 
Пізніше успішно виступав за Реал (Мадрид) і непогано починав у «Манчестер Сіті». Але конфлікти в цих командах змусили шукати його щастя в Бразилії, куди він повернувся за договором оренди і де провів декілька матчів за «Сантус», в якому і починав свою кар'єру. 
31 серпня 2010 року Робінью перейшов до італійського «Мілана» за 14,9 мільйона євро.

## Титули та досягнення
- Чемпіон Бразилії (2):

«Сантус»: 2002, 2004
- Переможець Ліги Пауліста (2):

«Сантус»: 2010, 2015
- Володар Кубка Бразилії (1):

«Сантус»: 2010
- Чемпіон Іспанії (2):

«Реал Мадрид»: 2006–07, 2007–08
- Володар Суперкубка Іспанії (1):

«Реал Мадрид»: 2008
- Чемпіон Італії (1):

«Мілан»: 2010-11
- Володар Суперкубка Іспанії (1):

«Реал Мадрид»: 2011
- Чемпіон Китаю (1):

«Гуанчжоу Евергранд»: 2015
- Переможець Ліги Мінейро (1):

«Атлетіко Мінейро»: 2017
- Чемпіон Туреччини (1):

«Істанбул Башакшехір»: 2019-20
- Срібний призер Золотого кубка КОНКАКАФ: 2003
- Переможець Кубка конфедерацій: 2005, 2009
- Переможець Кубка Америки: 2007
- Переможець Суперкласіко де лас Амерікас: 2014